# リエージュ〜バストーニュ〜リエージュ2006
リエージュ〜バストーニュ〜リエージュ2006は、リエージュ〜バストーニュ〜リエージュの92回目のレース。2006年4月23日に行われた。

## 結果
リエージュを発着点とする262km。
| 順位 | 選手名                                     | 国籍           | チーム                             | 時間          |
| ---- | ------------------------------------------ | -------------- | ---------------------------------- | ------------- |
| 1    | アレハンドロ・バルベルデ                   | スペイン       | ケス・デパーニュ                   | 6時間21分32秒 |
| 2    | パオロ・ベッティーニ                       | イタリア       | クイックステップ・イネルゲティック | 同            |
| 3    | ダミアーノ・クネゴ                         | イタリア       | ランプレ・フォンディタル           | 同            |
| 4    | パトリック・ジンケヴィッツ                 | ドイツ         | T-モバイル                         | 同            |
| 5    | マイケル・ボーヘルト                       | オランダ       | ラボバンク                         | 同            |
| 6    | ミゲル・アンヘル・マルティン・ペルディゲロ | スペイン       | フィナック                         | 同            |
| 7    | フランク・シュレク                         | ルクセンブルク | チームCSC                          | 同            |
| 8    | クリス・ホーナー                           | アメリカ合衆国 | ダヴィタモン・ロット               | 同            |
| 9    | ダニーロ・ディルーカ                       | イタリア       | リクイガス                         | 同            |
| 10   | イヴァン・バッソ                           | イタリア       | チームCSC                          | 同            |